# Політило Сергій Олегович
Сергі́й Оле́гович Політи́ло (9 січня 1989, Благодатне, Волинська область, Українська РСР) — український футболіст, півзахисник. 

## Кар'єра

### Ранні роки
Народився в Благодатному, Волинська область.
2002 року Сергій Політило почав навчатися футболу у школі РУФК, яка розташовувалася в Києві. З того ж року Політило приєднався до молодіжної команди «Відрадного», у складі якої він провів три роки, рівно стільки ж, скільки й у складі РУФК. Із 2005 по 2006 рік Політило провів останній рік підготовки до виступів у професіональному футболі, будучи весь цей час членом футбольної школи клубу РУФК.

### «Чорноморець»
2006 року скаути «Чорноморця» звернули увагу на молодого півзахисника, який демонстрував гідний рівень гри вже на той час. Було прийнято рішення підписати із Сергієм довгостроковий професіональний контракт, за умовами якого півзахисник став гравцем «Чорноморця». Протягом перших двох сезонів Політило здебільшого був у запасі, а появи в матчах основної команди «Чорноморця» носили рідкісний характер. Ігрову практику півзахисник черпав у матчах за молодіжну команду, а також у спільних тренуваннях з основним складом одеського клубу.
Не змігши пробитись до основної команди, у вересні 2008 року Сергій Політило став гравцем першолігового «Дністра», де провів кілька місяців на правах оренди. Протягом цього нетривалого періоду професілнальної кар'єри півзахисник зіграв у 12 матчах клубу, де забив 1 м'яч. Після того як Сергій повернувся з оренди, головний тренер став частіше задіювати футболіста в матчах одеського клубу.

### «Дніпро»
У липні 2013 року футболіст перейшов до «Дніпра» в обмін на Олексія Антонова, який відправився у зворотньому напрямі. Узимку 2016/17 залишив дніпровську команду.

### «Окжетпес»
12 лютого 2017 року став гравцем казахстанського клубу «Окжетпес», проте вже влітку залишив клуб.

### «Чорноморець»— повернення
Влітку 2017 року Політило підписав контракт із «Чорноморцем», за який вже виступав раніше. У зимове міжсезоння залишив одеський клуб.

### «Олімпік»
11 вересня 2018 року став гравцем донецького «Олімпіка».

## Збірна
12 червня 2004 року дебютував у збірній України (U-16) у товариській грі з однолітками з Болгарії, яка завершилась внічию 2:2.
Із 2004 по 2008 рік Політило грав за юнацькі збірні України різних вікових категорій, провівши за них у сумі понад сорок матчів.